# Арутюнян, Вардан Людвикович
Варда́н Лю́двикович Арутюня́н (арм. Վարդան Լյուդվիկի Հարությունյան; род. 3 февраля 1961, Серс) — армянский общественный деятель, правозащитник, публицист, политзаключённый советского периода.

## Биография
Учился в Ереванском государственном архитектурно-строительном институте.
В 1978 году вступил в борьбу против коммунистического режима, участвуя в работе подпольных организаций, действующих в Армении. Был членом молодёжного крыла НОП, «Союза молодых армян».
В 1980 году за подпольную деятельность был арестован и приговорён к 5 годам лишения свободы и 3 годам ссылки. Срок отбывал в колониях для политзаключённых на Урале («Пермь-35» и «Пермь-36»), а ссылку в Магадане.
В 1988 году по окончании срока вернулся в Армению и стал участником общенационального движения, развернувшегося в Армении в те годы.
1991—1995 — занимался вопросами обмена людей, взятых в плен в результате боевых столкновений на армяно-азербайджанской границе, был участником процесса установления армяно-азербайджанского гражданского диалога, занимался проблемами армянского населения, подвергшегося переселению в результате войн на Кавказе (Чечня, Грузия, Абхазия), был председателем клуба «Кавказ», который в те годы объединял известных кавказоведов и общественных деятелей, был редактором газеты «Кантех» («Факел») и председателем правозащитной организации «Аржанапатвутюн» («Достоинство»).
1995—1997 — был приглашён на государственную службу. Работал начальником управления паспортов и виз, позже — начальником управления в муниципалитете города Еревана.
1998—2002 — заместитель председателя Комиссии по вопросам прав человека при президенте Армении.
2002 — председатель «Фонда поддержки свободы слова».
С 2004 — председатель НПО «Центр права и свободы».
2008 — координатор комитета защиты политических заключённых и репрессированных в Армении.

## Книги
- Вардан Арутюнян. Инакомыслие в советской Армении. — Ереван, 2014. — 428 с. — ISBN 978-9939-869-36-0. В книге представлены осуждённые активные деятели, принимавшие участие в диссидентском и национально-освободительном движении того периода.
- Вардан Арутюнян. История политзаключённого. — Ереван, 2018. — 276 с. — ISBN 978-9939-1-07-37-0. В книге рассказывается о политических лагерях и политических заключённых СССР 1980-х годов.